# Gregorio VI di Cilicia
Gregorio VI di Cilicia, anche noto con il nome di Gregorio VI Apirat (fl. XII secolo), è stato il catholicos della Chiesa armena dal 1194 al 1203.
Nel 1198 proclamò l'"unione" tra questa e quella romana. 
Gregorio, appartenente alla fazione favorevole a un avvicinamento con i Latini, fu nominato dal principe Leone II (il futuro re Leone I) poiché quest'ultimo aveva bisogno dell'alleanza con Roma, ragione per la quale aveva precedentemente deposto il predecessore di Gregorio, Gregorio V di Cilicia (1193-1194), che si era mostrato contrario alle sue mire politiche e religiose. Tale deposizione e la conseguente nuova nomina crearono uno scisma nella Chiesa armena, e un secondo patriarca fu eletto nella Grande Armenia.
L'unione comportò il riconoscimento, da parte del papa e dell'imperatore, di Leone I quale legittimo re d'Armenia ma non la conversione del clero minore e dei sudditi del regno, ostili alla dottrina della duplice natura di Cristo.